# 新世界 (2013年電影)
《新世界》（：／ Sinsegye）是一部2013年上映的韓國警匪臥底電影，為《不當交易》、《看見惡魔》撰寫劇本的朴勳正導演所執導的第二部電影，2013年倫敦影展、莫斯科影展參展作品，法國博納驚悚影展評審第二大獎，飾演鄭青的黃晸玟以本片榮獲第34屆青龍電影獎與第22屆韓國釜日電影獎雙料影帝。本片為向《無間道》致敬之作。

## 劇情介紹
「金文」是以企業型式不斷擴展規模的韓國最大黑幫組織，警署課長姜亨哲（崔岷植飾）安排新人巡警李自成（李政宰飾）作為臥底潛入該組織。八年過去了，自成變成了「金文」副手鄭青（黃晸玟飾）待其如親兄弟的左右手。隨著「金文」會長突然死亡，警界高層擬定了「新世界」計劃來操控新任繼承者，並由姜課長全權執行。「金文」內部爭權奪位的腥風血雨如火如荼展開，在姜課長撥弄下終導致內部火併。但他對自成的金盆洗手約定卻一再出爾反爾，反以手上掌握的臥底資料羈縻其越陷越深。鄭青駭入警局系統掌握內部資料，清除外圍的警方臥底。卻未揭發並傷害自成，身陷於江湖黑白明暗泥淖的自成，隨著鄭青大哥火併中遇害不治，內心無所適從的他在進退兩難之中作出驚人抉擇。

## 演員陣容
- 李政宰 飾 李自成
金文集團營業理事，故鄉在麗水的韓國華僑，原是韓國黑幫北大門派老大鄭青的副手，在北大門派跟在虎派、帝日派合併後，仍是鄭青最信任、親如兄弟的副手。
然而實際上是韓國警察派往潛伏的臥底，警階（朝鲜语：대한민국 경찰공무원의 계급 목록）為巡警，在臥底時間不斷被姜課長延長的情況下心力交瘁。後來因为姜亨哲的壓迫下以及自己妻子流產和老大的死使得他徹底黑化，將阻擋他的人以及知道他真正的身份的人一一除掉，最后成为集團新一任會長。
- 黃晸玟 飾 鄭青　
金文集團專務理事，故鄉在麗水的韓國華僑，原先是黑幫北大門派的老大，後來跟在虎派、帝日派合併後成為集團第三把手，負責金文集團的建築以及物流方面的事業。
不過以他在集團內部的實力，事實上是第二把手，被石東出視為繼任者，是下任集團會長的有力人選。在和姜亨哲的对话中发现有卧底在身邊。經調查發現臥底是自己最信任的兄弟李自成，可後來在遭遇到李仲久派来的手下埋伏下受重傷。在醫院裡還是成全李自成選擇脱下呼吸管死亡。
- 崔岷植 飾 姜亨哲　
韓國警察廳搜查企劃課長，警階為警監，派遣警力在黑幫內部臥底，並組織聯繫網的主導者，在8年前親手安排李自成進入黑幫臥底。
趁金文集團會長石東出之死，與高局長聯手策畫操控金文集團的「新世界計畫」，並親自指揮。對李自成抱有不信任的態度。計劃讓鄭青和李仲久相鬥，扶持張秀基上位。後來卻因為李自成的變節，被其派来的殺手殺死。
- 朴誠雄 飾 李仲久
金文集團常務理事，原是韓國黑幫在虎派老大石東出的得力助手，但後來在虎派與帝日派、北大門派合併後地位被鄭青取代，也因此與他交惡，在集團的公開排名是第四順位。
主要負責金文集團的私人貸款、多層次傳銷以及娛樂方面的事業，在石東出死後獲得在虎派全力支持，是下任集團會長的競爭者。不过在姜亨哲的打壓下失去大部分支持资格，在姜亨哲的挑撥下认为是鄭青搶走他的地位，因此指使所有手下向鄭青發起攻擊。出獄之後被李自成派来的人扔下大樓死亡。
- 宋智孝 飾 李信雨　
李自成的私人圍棋老師，實際上是警方臥底，擔任警方與李自成之間的聯絡人，負責消息傳遞、任務指示，姜亨哲的得力弟子。被鄭青派来的殺手活捉，並讓李自成殺死。
- 金胤成 飾 吳錫武　
北大門派的成員，李自成的左右手。
- 朴書妍 飾 朱慶
李自成之妻。是姜亨哲安插在他身边的眼線。後來因為驚嚇過度導致流產。
- 崔日和 飾 張守基
金文集團副會長，原是首爾南部的黑幫帝日派老大，後來跟在虎派、北大門派合併後成為集團第二把手，但合併後在內部鬥爭慘敗，並被鄭青與李仲久聯手鬥垮，失勢後呈半隱居狀態。可在後來跟高局長以及姜亨哲的「新世界計劃」下，准备扶持他为新一任會長。可在理事會的當天被李自成收買的手下親自送上黄泉。
- 朱振模 飾 高局長
韓國警察廳搜查局長，與姜課長聯手策畫意圖操控金文集團的「新世界計畫」。計劃讓鄭青和李仲久相斗，扶持張秀基上位。後來卻因為李自成的變節，被其派来的殺手殺死。
- 羅光旭 飾 楊文錫
北大門派的成員，鄭青的心腹、華裔私人律師。唯二知道李自成身份的人，在鄭青被埋伏當天也被李仲久派来的人殺害。
- 張　光 飾 楊理事
- 權泰元 飾 朴理事

### 特別出演
- 李璟榮 飾 石東出
金文集團會長，韓國全國性暴力組織在虎派的老大，在與北大門派、帝日派合併後成為集團領袖，帶領集團轉型成世界型企業的關鍵人物。
某日晚上在龍仁與情婦私會後，於回家的路上遭遇車禍身亡，他的死引發金文集團的繼承者之爭。
- 柳承範 飾 姜巡警
- 馬東石 飾 趙課長

## 獲獎
- 2013年第22屆韓國釜日電影獎
  - 男主角獎（黃晸玟）
- 2013年第50屆大鐘獎
  - 音樂獎
- 2013年第34屆青龍電影獎
  - 男主角獎（黃晸玟）

## 電影軼聞
- 導演朴勳正承認該片100%的構思是來自于《無間道》，據朴導演說自己其實很喜歡《無間道》，也特別鍾情這種題材。影片投資時一度資金未能到位，導致拍攝計畫擱淺，崔岷植甚至面臨不得不放棄演出的情形。所幸，後來影片有驚無險地順利進行下去。
- 黃晸玟飾演的鄭青，登場首幕在機場與李政宰飾演的李子成問候：（XX，Brother），因特殊的口音與略帶搞笑，一時為當下南韓綜藝節目的流行語。
- 鄭青老大在地下停車場遇襲，被一批亡命之徒追殺拉進了電梯裡，已然身中數刀奄奄一息，仍然挑釁無畏地對著兇徒們說：（過來！過來！），這一流行語也常出現在綜藝節目中，並被許多人模仿。
- 服裝指導為影片準備了120套西裝，服裝製作量超過了一般影片的4倍，拍攝時由於天氣酷熱，演員的上妝效果不好，常常需要補妝。最後攝像師索性放棄了原先的預期效果，不再讓演員們上妝，用鏡頭直接捕捉大家真實的狀態，甚至細膩到面部的毛孔和皺紋，以營造一種滄桑的真實感。
- 黃晸玟表示，片中扮演的鄭青老大是華僑身份，需要掌握一定的中文。但和全羅道方言比，中文實在太難了，到最後也就達到聽著跟著模仿的水準，鄭青是一個有特別卷髮造型的角色，但實際上黃晸玟本人就是自然捲的，沒有格外燙髮。

## 外部連結
- 官方网站
- NAVER電影 （页面存档备份，存于）